# Международная организация по аккредитации лабораторий
Международная организация по аккредитации лабораторий (ИЛАК; англ. International Laboratory Accreditation Cooperation, ILAC) — международная организация по аккредитации лабораторий

## История
Международная организация по аккредитации лабораторий создана в 1977 году для развития международного сотрудничества в целях содействия развитию торговли путём продвижения принятия результатов аккредитаций и калибровочных испытаний. В 1996 году ИЛАК стал официальным сотрудничеством, главной целью которого является установление связей между органами по аккредитации по всему миру. В 2000 году в Вашингтоне 36 органов по аккредитации из 28 стран подписали Соглашение о взаимном признании ИЛАК. Соглашение вступило в силу 31 января 2001 года. На 2015 год в ILAC входит 146 организаций из 112 стран.
Соглашение ИЛАК помогает развитию международной торговой системы путём признания результатов испытаний и калибровки, полученных в лабораториях разных стран. Из российских органов по аккредитации участниками соглашения ИЛАК являются Федеральная служба по аккредитации (Росаккредитация) и ААЦ «Аналитика».
Аккредитация позволяет людям принять осознанное решение при выборе лаборатории, поскольку аккредитация демонстрирует её компетентность, беспристрастность и возможности.
Вступление в ILAC и IAF автоматически не означает свободного обращения товаров, поскольку требования к продукции и методам её исследования могут существенно отличаться у разных стран. Реальное признание сертификатов может быть обеспечено либо в пределах региональных объединений типа Евразийского экономического союза, где единообразная процедура аккредитации подкреплена ещё и эквивалентными требованиями в других сферах, или же за счет заключения двусторонних правительственных соглашений.

## Цели организации
ИЛАК ориентирован на:
- развитие и гармонизацию практики аккредитации лабораторий и контролирующих органов;
- продвижение аккредитации лабораторий и контролирующих органов;
- содействие и поддержка развивающихся систем аккредитации;
- глобальное признание лаборатории и надзорных органов через соглашение ИЛАК.